# (1326) Losaka
(1326) Losaka – planetoida z pasa głównego asteroid okrążająca Słońce w ciągu 4 lat i 130 dni w średniej odległości 2,67 au. Została odkryta 14 lipca 1934 roku w Union Observatory w Johannesburgu przez Cyrila Jacksona. Nazwa planetoidy pochodzi od miasta Lusaka, stolicy Zambii. Przed nadaniem nazwy planetoida nosiła oznaczenie tymczasowe (1326) 1934 NS.